# Václav Hruška
Václav Hruška (12 giugno 1909 – ...) è stato un calciatore cecoslovacco, di ruolo attaccante.

## Carriera

### Nazionale
Il 18 settembre 1932 esordisce contro l'Ungheria (2-1).

## Palmarès

### Club

#### Competizioni nazionali
- Campionato cecoslovacco: 1

Sparta Praga: 1935-1936